# Украинская детско-юношеская мини-футбольная лига
Украинская детско-юношеская футзальная лига (УДЮФЛ) — всеукраинская общественная спортивная организация, основанная в 2005 году. С 2013 года президент УДЮФЛ — Андрей Лесик.

## Создание лиги
До 1996 года организацией юношеских соревнований по мини-футболу занимается Федерация футбола Украины. 26 августа 1996 года права на проведение мини-футбольных турниров, включая детско-юношеские соревнования, передаются Ассоциации мини-футбола Украины (АМФУ).
В 1997 году впервые проходит первенство Украины среди юношей 1981—1982 года рождения. Организаторами турнира являются АМФУ, а также руководители детско-юношеских спортивных школ мини-футбольных клубов «ЭХО» (Харьков), «Локомотив» (Одесса) и «Кий» (Киев). Первенство проводится в манеже Харьковского авиационного института, а победителем становится команда ДЮСШ «ЭХО».
В 1998 году в АМФУ создаётся детско-юношеский комитет, который возглавляют Леонид Матьков (один из основателей МФК «Униспорт») и Борис Басов.
В 2000 году в рамках спартакиады проходит турнир юношеских команд, в котором приняло 18 сборных команд различных городов и районов. В 2001 году в Энергодаре проходит Всеукраинский юношеский турнир по мини-футболу на Кубок ЗАЭС, победителем которого становится команда Игоря Черненко «Темп ЗАЭС».
14 августа 2005 года в Харькове создаётся украинская детско-юношеская футзальная лига. Президентом лиги становится Вячеслав Деонега, вице-президент АМФУ. Целью создания лиги является проведение соревнований по футзалу среди детей и юношей, создание сборных команд среди юношей, а также подготовка тренеров

## Деятельность

### 2006 год
В 2006 году завершается первый сезон чемпионата Украины среди детско-юношеских команд. Чемпионами и призёрами становятся:
| Год рождения | Золото                                  | Серебро                                        | Бронза                                       |
| ------------ | --------------------------------------- | ---------------------------------------------- | -------------------------------------------- |
| 1989         | «Атлет-Соцтех» (Киев)                   | «Штурм» (Ровно)                                | ДЮСШ «Радсад» (Радсад, Николаевская область) |
| 1990         | «Эхо-Лаум» (Харьков)                    | «Лилия» (Письменное, Днепропетровская область) | «Штурм» (Ровно)                              |
| 1991         | «Ильичевец-Бриг» (Черноморск)           | «Импульс» (Шостка)                             | ДЮСК «Спортовец» (Трускавец)                 |
| 1992         | ФК «Сумы» (Сумы)                        | «Ураган» (Ивано-Франковск)                     | «Киев-Рианта» (Борисполь)                    |
| 1993—1994    | «Колос-Минерал» (Сумы)                  | «Атлет-Дорогожичи» (Киев)                      | «ЗАЭС» (Энергодар)                           |
| 1995—1996    | «ВАОК» (Владимировка, Донецкая область) | «Черноморец» (Черноморск)                      | «Ильичёвец-Бриг» (Черноморск)                |

Кубок Украины среди юношей 1997 года рождения выигрывает команда СК «Алушта».
28 декабря на Совете АМФУ отмечается успешная работа УДЮФЛ, её президента Вячеслава Деонеги, а также региональных ассоциаций.

### 2009 год
15 августа 2009 года в Харькове проходит конференция УДЮФЛ, на которой происходит избрание Совета УДЮФЛ, а также подводятся итоги работы лиги за четыре года с момента её создания. Президентом лиги избирается инспектор АМФУ Василий Симонов. Определяются лучшие областные ассоциации по итогам участия в спортивных соревнованиях под эгидой УДЮФЛ: первое место занимает Донецкая область, кроме неё в пятёрку лучших входят Харьковская, Одесская, Луганская и Сумская области.

### 2013 год
14 сентября 2013 года в Харькове состоялась очередная отчетно-выборная конференция УДЮФЛ, на которой президентом лиги избран Андрей Лесик, президент Благотворительного фонда "ФК «Премьер», депутат Харьковского городского совета, а исполнительным директором — Алексей Фесенко.

### 2014 год
Проходит чемпионат по футзалу среди детей и юношей 1998 г. р. в Житомире, 2000 г. р. в Хмельницком, 2003 г. р. в Ильичевске, 2004 г. р. в Кобеляках.
В Харькове проводится Кубок Президента УДЮФЛ Андрея Лесика.